# Paratrichius marmoreus
Paratrichius marmoreus är en skalbaggsart som beskrevs av Moser 1901. Paratrichius marmoreus ingår i släktet Paratrichius och familjen Cetoniidae. Inga underarter finns listade i Catalogue of Life.